# 斯德望九世
德範九世（拉丁語：Stephanus PP. IX；约1020年—1058年3月29日）本名腓特烈·馮·蒙特卡西諾（Friedrich von Montecassino），後稱腓特烈·馮·洛林根（Friedrich von Lothringen），出生地不詳。他於1057年8月2日當選教宗，翌日即位至1058年3月29日為止。他原是貴族，為洛林公爵戈特隆一世之子、戈德弗瓦二世的弟弟。在教宗的順序上，他也可稱爲德範十世。請參考德範二世。

## 譯名列表
- 史蒂芬十世、司提反十世、史蒂溫十世、司提溫十世：智慧藏百科全書網 （页面存档备份，存于）的各種譯名。
- 伊什特万十世、伊斯特万十世、斯特凡十世、斯蒂芬十世、司提反十世：《世界人名翻譯大辭典》1993年版的各種譯名。
- ：香港天主教教區檔案　歷任教宗作。